# Rejoicing in the Hands
A 2004-es Rejoicing in the Hands Devendra Banhart harmadik nagylemeze, a Young God kiadó második teljes kiadványa.
Az Insect Eyes dal szerepelt a 2007-es Sziklák szeme 2 című horrorfilm trailerében. A The Body Breaks a Sas kontra cápa című filmben hallható. Az A Sight to Behold a Kemény motorosok (Sons of Anarchy) második évadának egyik epizódjában szerepel.
Az album szerepel az 1001 lemez, amit hallanod kell, mielőtt meghalsz című könyvben.

## Az album dalai
|     | Cím                                          | Szerző(k)        | Hossz |
| --- | -------------------------------------------- | ---------------- | ----- |
| 1.  | This Is the Way                              | Devendra Banhart | 2:53  |
| 2.  | A Sight to Behold                            | Banhart          | 2:26  |
| 3.  | The Body Breaks                              | Banhart          | 2:43  |
| 4.  | Poughkeepsie                                 | Banhart          | 2:17  |
| 5.  | Dogs They Make Up the Dark                   | Banhart          | 1:20  |
| 6.  | Will Is My Friend                            | Banhart          | 3:04  |
| 7.  | This Beard Is for Siobhán                    | Banhart          | 2:36  |
| 8.  | See Saw                                      | Banhart          | 3:22  |
| 9.  | Tit Smoking in the Temple of Artesan Mimicry | Banhart          | 1:25  |
| 10. | Rejoicing in the Hands                       | Banhart          | 1:41  |
| 11. | Fall                                         | Banhart          | 2:53  |
| 12. | Todo Los Dolores                             | Banhart          | 2:30  |
| 13. | When the Sun Shone on Vetiver                | Banhart          | 3:34  |
| 14. | There Was Sun                                | Banhart          | 1:31  |
| 15. | Insect Eyes                                  | Banhart          | 5:08  |
| 16. | Autumn's Child                               | Banhart          | 2:40  |

## Közreműködők
- Devendra Banhart – basszusgitár, gitár (akusztikus, elektromos), zongora, ének, producer, rajz
- Vashti Bunyan – ének
- Paul Cantelon – hegedű
- Thor Harris – ütőhangszerek, vibrafon
- Julia Kent – cselló
- Joe McGinty – orgona, zongora
- Steve Moses – ütőhangszerek, dob
- Michael Gira – producer
- Jason LaFarge – hangmérnök
- Doug Henderson – mastering, keverés
- Georgia Bridges – hangmérnök
- Lynn Bridges – hangmérnök

## Fordítás
Ez a szócikk részben vagy egészben a Rejoicing in the Hands című angol Wikipédia-szócikk ezen változatának fordításán alapul.  Az eredeti cikk szerkesztőit annak laptörténete sorolja fel. Ez a jelzés csupán a megfogalmazás eredetét és a szerzői jogokat jelzi, nem szolgál a cikkben szereplő információk forrásmegjelöléseként.